# Philippe Nkubiri
Philippe Nkubiri est un homme politique congolais (né en 1910 à Ngweshe, Congo belge, et mort le 5 mars 1998 à Bukavu, république démocratique du Congo).  
Il fut élu sénateur et ministre de la Justice dans la Province du Kivu après l'indépendance du Congo.

## Carrière
Actif dans le combat pour l'indépendance du Congo belge, il lutte contre les réformes de séparatisme régional et tribal, et fonde le 23 août 1958 le parti du Centre de Regroupement Africain (CEREA). 
La motion du 19 janvier 1959 signée par Philippe Nkubiri et son comité préconise une initiative originale : « qu’une Commission de consultation dans laquelle siégeraient les délégués des mouvements politiques congolais, entre autres le M.N.C. et le CEREA, soit formée d’urgence pour élaborer la loi fondamentale du Congo, supplantant la Charte Coloniale. »
À la veille de l'indépendance, il y eut des élections législatives en mai 1960. Au niveau provincial, le CEREA est clairement le premier parti du Kivu avec plus de 40 % des élus (10 députés nationaux, 30 conseillers provinciaux et 7 sénateurs) mais n'obtient pas de majorité au sein de l'assemblée. 
Au niveau national, le CEREA est intégré à la coalition MNC-L menée par Patrice Lumumba.

### Ministre de la Justice
En 1964, lors des émeutes fomentées par des partisans de Pierre Mulele, le Président de la province Simon-Pierre Malago se trouve à Léopoldville. Le gouvernement du Kivu composé notamment de Boji Dieudonné (ministre de l'Intérieur) avec certains de ses ministres, notamment Philippe Nkubiri (ministre de la Justice) se trouve à Bukavu sur la presqu'île de « La Botte ». Seule celle-ci échappe aux émeutiers. Pour protéger la population du Kivu Philippe Nkubiri rencontre Mamikazi (titre donnée à la Reine dans la culture de la tribu Ngweshe), Astrida Mwanalugganda, afin qu'elle donne ordre à ses combattants de prendre les armes contre les rebelles. Dans son édition du 6 juin 1964, le New York Times reprend en détail cet évènement.

### Sénateur
Philippe Nkubiri entre au Sénat à partir de 1965.

## Vie personnelle
Marié à Marina Mchikala en 1943, Philippe Nkubiri eut huit enfants.
Son fils aîné Donat Lukuba Baderaghe (1945-1998) fut ingénieur et directeur de la logistique à la Garde Civile. Le couple donna aussi naissance à Fidèle (directeur régional du Plan à Bukavu), Cécile, Noëlla, Déodate, Désiré, Aubert et Béatrice.